# بشراني لونغي
بشراني لونغي (الاسم العلمي:†Homo longi) هو نوع منقرض من جنس البشراني (إنسان بدائي). تم التعرف عليه من جمجمة شبه مكتملة في هاربن في سهل شمال شرق الصين ويرجع تاريخها إلى ما لا يقل عن 146000 عام مضت خلال مرحلة الجليدي الأوسط. تم اكتشاف الجمجمة في عام 1933 على طول جسر تحت الإنشاء لسكة حديد مانشوكو الوطنية وأخيراً تم نقلها إلى علماء مستحاثات البشر في عام 2018. واعتبر هؤلاء العلماء أن الإنسان الحديث يرتبط ارتباطًا وثيقًا ببشراني لونغي أكثر من ارتباطه بإنسان نياندرتال الأوروبي، مما قد يفرض مراجعة الإجماع العلمي الحالي. بشراني لونغي يشبه إلى حد كبير من الناحية التشريحية العينات الصينية الأخرى من مرحلة البليستوسين الأوسط، ويحتمل أن يمثل إنسان دينيسوفان الغامض، على الرغم من أن هذا غير مؤكد. مثل البشر القدامى، فإن الجمجمة منخفضة وطويلة مع حواف جبين منتفخة بشكل كبير ومنافذ واسعة للعين وفم كبير. الجمجمة هي الأطول التي تم العثور عليها من أي نوع بشري. مثل الإنسان الحديث، الوجه مسطح إلى حد ما لكن الأنف كان كبيرًا نوعًا ما. كان حجم الدماغ 1420 سم مكعب أي ضمن نطاق البشر المعاصرين والنياندرتال.
كان فرد هاربين يسكن في بيئة سهلية باردة إلى جانب الماموث الصوفي وغزال الأقرن الصيني وحصان برزوالسكي والإلكة والجاموس والدب البني.

## البيئة القديمة
بسبب العصر الجليدي (العصور الجليدية) ، تتأرجح الأرض باستمرار من الفترات الجليدية المتجمدة إلى بين جليديين|العصور الجليدية الأكثر دفئًا. تمتد الفترة من 300 إلى 130 ألف سنة ما قبل العصر الجليدي قبل الأخير وربما امتدت منطقة التربة الصقيعية جنوبًا بعيدًا عن هاربين (على الرغم من عدم وجود مؤشرات على نشاط التربة الصقيعية حتى الآن في الوقت المناسب).
وبالمثل، كان سهل شمال شرق الصين خلال أواخر العصر الجليدي الأوسط موطنًا لحيوانات الماموث – مجوف الأسنان، وهي مجموعة من الحيوانات التي تكيفت مع السهوب الباردة، وأبرزها الماموث الصوفي ووحيد القرن الصوفي.
بالإضافة إلى الماموث الصوفي، تتميز منطقة جسر دونغ جيانج [zh] أيضًا بالغزلان العملاقة من نوع أقرن الصين الأردوسي وحصان برزوالسكي والأيائل وجاموس وانجوك والدب البني.